# Stensån Äspered
Stensån Äspered är ett naturreservat i Halmstads kommun i Hallands län.
Reservatet omfattar en svårtillgänglig natur utmed en åsträcka där det finns lövsumpskogar. 